# Scottish FA Cup 1913/14
Der Scottish FA Cup wurde 1913/14 zum 41. Mal ausgespielt. Der wichtigste Fußball-Pokalwettbewerb im schottischen Vereinsfußball wurde vom Schottischen Fußballverband geleitet und ausgetragen. Er begann am 24. Januar 1914 und endete mit dem Wiederholungsfinale am 16. April 1914 im Ibrox Park von Glasgow. Als Titelverteidiger startete der FC Falkirk in den Wettbewerb, der im Finale des Vorjahres gegen die Raith Rovers gewonnen hatte. Im diesjährigen Endspiel um den Schottischen Pokal standen sich Celtic Glasgow und Hibernian Edinburgh gegenüber. Für Celtic war es das insgesamt 14. Endspiel seit 1889. Die Hibs erreichten nach 1887, 1896 und 1902 zum vierten Mal das Finale. Die Bhoys gewannen nach einem 0:0 im ersten Spiel das Wiederholungsfinale mit 4:1. Es war der insgesamt neunte Pokalsieg seit 1892. Die Schottische Meisterschaft gewann Celtic ebenfalls, womit nach 1908 zum zweiten Mal das Double gewonnen wurde. Die Hibs wurde Tabellendreizehnter. Am 4. August 1914 trat  Großbritannien in den Ersten Weltkrieg ein. Bis zum Ende des Krieges im Jahr 1918 wurde der schottische Pokal nicht ausgetragen.

## 1. Runde
Ausgetragen wurden die Begegnungen am 24. Januar 1914.
|               | Ergebnis |                 |
| ------------- | -------- | --------------- |
| FC Falkirk    | 1:3      | FC Queen’s Park |
| FC St. Mirren | 5:1      | FC Caledonian   |

## 2. Runde
Ausgetragen wurden die Begegnungen am 7. Februar 1914. Die Wiederholungsspiele fanden zwischen dem 10. und 14. Februar 1914 statt.
|                       | Ergebnis |                     |
| --------------------- | -------- | ------------------- |
| FC Aberdeen           | 4:1      | Albion Rovers       |
| Airdrieonians FC      | 5:0      | Dundee Hibernian    |
| Broxburn United       | 5:1      | FC Dumfries         |
| FC Clyde              | 0:0      | Celtic Glasgow      |
| FC East Stirlingshire | 1:1      | Forfar Athletic     |
| Forres Mechanics      | 0:4      | Peebles Rovers      |
| FC Kilmarnock         | 3:1      | Hamilton Academical |
| Kirkcaldy United      | 0:4      | Stevenston United   |
| Leith Athletic        | 1:1      | FC Motherwell       |
| Greenock Morton       | 1:1      | Hibernian Edinburgh |
| Partick Thistle       | 1:0      | Nithsdale Wanderers |
| FC Queen’s Park       | 1:0      | FC Arthurlie        |
| Raith Rovers          | 2:0      | Heart of Midlothian |
| Glasgow Rangers       | 5:0      | Alloa Athletic      |
| FC St. Mirren         | 2:1      | FC Dundee           |
| Third Lanark          | 2:0      | FC Dumbarton        |

### Wiederholungsspiele
|                     | Ergebnis |                       |
| ------------------- | -------- | --------------------- |
| Celtic Glasgow      | 2:0      | FC Clyde              |
| Forfar Athletic     | 2:0      | FC East Stirlingshire |
| Hibernian Edinburgh | 2:1      | Greenock Morton       |
| FC Motherwell       | 5:2      | Leith Athletic        |

## Achtelfinale
Ausgetragen wurden die Begegnungen am 21. Februar 1914. Das Wiederholungsspiel fand am 24. Februar 1914 statt.
|                     | Ergebnis |                 |
| ------------------- | -------- | --------------- |
| FC Aberdeen         | 1:2      | FC St. Mirren   |
| Airdrieonians FC    | 1:1      | FC Queen’s Park |
| Broxburn United     | 0:2      | FC Motherwell   |
| Forfar Athletic     | 0:5      | Celtic Glasgow  |
| Hibernian Edinburgh | 2:1      | Glasgow Rangers |
| FC Kilmarnock       | 1:4      | Partick Thistle |
| Stevenston United   | 3:2      | Peebles Rovers  |
| Third Lanark        | 4:1      | Raith Rovers    |

### Wiederholungsspiel
|                 | Ergebnis |                  |
| --------------- | -------- | ---------------- |
| FC Queen’s Park | 2:1      | Airdrieonians FC |

## Viertelfinale
Ausgetragen wurden die Begegnungen am 7. März 1914. Die Wiederholungsspiele fanden am 21. und 24. März 1914 statt.
|                 | Ergebnis |                     |
| --------------- | -------- | ------------------- |
| FC Motherwell   | 1:3      | Celtic Glasgow      |
| FC Queen’s Park | 1:3      | Hibernian Edinburgh |
| FC St. Mirren   | 1:0      | Partick Thistle     |
| Third Lanark    | 0:0      | Stevenston United   |

### Wiederholungsspiel
|                   | Ergebnis |              |
| ----------------- | -------- | ------------ |
| Stevenston United | 1:1      | Third Lanark |

### 2. Wiederholungsspiel
|              | Ergebnis     |                   |
| ------------ | ------------ | ----------------- |
| Third Lanark | *1:0 n. V. * | Stevenston United |

## Halbfinale
Ausgetragen wurden die Begegnungen am 28. März 1914.
|                     | Ergebnis |               |
| ------------------- | -------- | ------------- |
| Celtic Glasgow      | *2:0 *   | Third Lanark  |
| Hibernian Edinburgh | *3:1 *   | FC St. Mirren |

## Finale
| Celtic Glasgow                                                       | Celtic Glasgow | Hibernian Edinburgh | Hibernian Edinburgh |
| -------------------------------------------------------------------- | --- | --- | ------------------- |
| Celtic Glasgow                                                       | \| Finale \| \| Samstag, 11. April 1914 um 15:00 Uhr (UTC±0) in Glasgow (Ibrox Park) \| \| Ergebnis: 0:0 \| \| Zuschauer: 56.000 \| \| Schiedsrichter: Tom Dougray \| \| Spielbericht \| | \| Finale \| \| Samstag, 11. April 1914 um 15:00 Uhr (UTC±0) in Glasgow (Ibrox Park) \| \| Ergebnis: 0:0 \| \| Zuschauer: 56.000 \| \| Schiedsrichter: Tom Dougray \| \| Spielbericht \|           | Hibernian Edinburgh |
| Celtic Glasgow                                                       | Charlie Shaw, Alec McNair, Joe Dodds, James Young, Peter Johnstone, John McMaster, Andy McAtee, Patsy Gallacher, Ebenezer Owers, Jimmy McMenemy, John Browning Cheftrainer: Willie Maley | Willie Allan, Neil Girdwood, Bobby Templeton, Peter Kerr, Matthew Paterson, Sandy Grosert, Bobby Wilson, Sam Fleming, James Hendren, John Wood, William Smith Cheftrainer: Dan McMichael ( Irland) | Hibernian Edinburgh |
| Finale                                                               | | |                     |
| Samstag, 11. April 1914 um 15:00 Uhr (UTC±0) in Glasgow (Ibrox Park) | | |                     |
| Ergebnis: 0:0                                                        | | |                     |
| Zuschauer: 56.000                                                    | | |                     |
| Schiedsrichter: Tom Dougray                                          | | |                     |
| Spielbericht                                                         | | |                     |

## Wiederholungsfinale
| Celtic Glasgow                                                          | Celtic Glasgow | Hibernian Edinburgh | Hibernian Edinburgh |
| ----------------------------------------------------------------------- | --- | --- | ------------------- |
| Celtic Glasgow                                                          | \| Finale \| \| Donnerstag, 16. April 1914 um 19:30 Uhr (UTC±0) in Glasgow (Ibrox Park) \| \| Ergebnis: 4:1 (3:0)[1] \| \| Zuschauer: 40.000 \| \| Schiedsrichter: Tom Dougray \| \| Spielbericht \| | \| Finale \| \| Donnerstag, 16. April 1914 um 19:30 Uhr (UTC±0) in Glasgow (Ibrox Park) \| \| Ergebnis: 4:1 (3:0)[1] \| \| Zuschauer: 40.000 \| \| Schiedsrichter: Tom Dougray \| \| Spielbericht \| | Hibernian Edinburgh |
| Celtic Glasgow                                                          | Charlie Shaw, Alec McNair, Joe Dodds, James Young, Peter Johnstone, John McMaster, Andy McAtee, Patsy Gallacher, Jimmy McColl, Jimmy McMenemy, John Browning Cheftrainer: Willie Maley               | Willie Allan, Neil Girdwood, Bobby Templeton, Peter Kerr, Matthew Paterson, Sandy Grosert, Bobby Wilson, Sam Fleming, James Hendren, John Wood, William Smith Cheftrainer: Dan McMichael ( Irland)   | Hibernian Edinburgh |
| Celtic Glasgow                                                          | John Browning Jimmy McColl | William Smith | Hibernian Edinburgh |
| Finale                                                                  | | |                     |
| Donnerstag, 16. April 1914 um 19:30 Uhr (UTC±0) in Glasgow (Ibrox Park) | | |                     |
| Ergebnis: 4:1 (3:0)                                                     | | |                     |
| Zuschauer: 40.000                                                       | | |                     |
| Schiedsrichter: Tom Dougray                                             | | |                     |
| Spielbericht                                                            | | |                     |